# بازيات حقيقية
البازاوات أو البازيات الحقيقية (الاسم العلمي: Accipitrinae) هي أسرة من الطيور تتبع الفصيلة البازية من رتبة الصقريات. وتضم كل أفراد جنس الباز (Accipiter) والأجناس القريبة الأخرى (Melierax), (Urotriorchis), (Erythrotriorchis) و(Megatriorchis). ويعتبر جنس الباز أكبرها وأكثرها انتشاراً ويضم الباز أصهب الفخذ والباشق الأوراسي وغيرها من الأنواع. معظم هذه الطيور تعيش في الغابات غير الكثيفة، ولديها ذيول طويلة وأجنحة واسعة ومخالب حادة ونظر قوي كمعظم الطيور الجارحة، جسمها انسيابي يساعدها على الوصول إلى سرعات عالية تمكنها من اصطياد الطيور والحيوانات الأخرى.

## أجناس البازاوات
- الباز
- الصرارة